# Jolann Bovey
Jolann Bovey (Lausanne, 17 maart 1996) is een Zwitsers voormalig zwemmer.

## Carrière
In 2013 nam hij voor het eerst deel aan het EK voor junioren in Poznan maar geraakte niet doorheen de series. Het jaar erop in Dordrecht werd het opnieuw geen succes met driemaal een uitschakeling in de series. In 2016 nam hij voor het eerst deel aan het EK langebaan waar hij als beste resultaat een 38e plaats had op de 50m schoolslag. Hij verhuisde ook naar Noorwegen om zich volledig toe te leggen op het zwemmen. In 2017 nam hij deel aan de Universiade die dat jaar in Taipei werd gehouden, zijn beste prestatie was een 17e plaats op de 200m schoolslag. Later dat jaar nam hij deel aan het EK kortebaan waar hij als beste resultaat 21e werd op de 50m schoolslag. Hij brak dat jaar ook het Zwitserse record op de 100m schoolslag met een tijd van 58.96". In 2018 nam hij deel aan het WK kortebaan waar hij deelnam aan de 50m schoolslag en 36e werd en als onderdeel van de Zwitserse estafetteploegen. 
Na in 2019 niet te hebben deelgenomen aan een EK of WK maakte hij in 2021 opnieuw zijn opwachting op het EK langebaan waar hij wel niet doorheen de series geraakte. Van 2022 tot 2024 zwom hij nog drie seizoenen op clubniveau voordat hij stopte met competitief zwemmen.
Hij behaalde in 2022 een bachelor aan de UniDistance Suisse in Economie en management. Hij had eerder Noors geleerd aan de Folkuniversitetet i Oslo en een B2 niveau gehaald.

## Internationale toernooien
| Jaar | Olympische Spelen                         | WK langebaan                              | WK kortebaan                                                  | EK langebaan                              | EK kortebaan                                                                                        |
| ---- | ----------------------------------------- | ----------------------------------------- | ------------------------------------------------------------- | ----------------------------------------- | --------------------------------------------------------------------------------------------------- |
| 2016 | geen deelname                             |                                           | geen deelname                                                 | 38e 50m schoolslag 55e 100m schoolslag    | |
| 2017 |                                           | geen deelname                             |                                                               |                                           | 21e 50m schoolslag 24e 100m schoolslag 25e 200m schoolslag 41e 100m wisselslag 12e 4x50m wisselslag |
| 2018 |                                           |                                           | 36e 50m schoolslag 12e 4x50m wisselslag 13e 4x100m wisselslag | geen deelname                             | |
| 2019 |                                           | geen deelname                             |                                                               |                                           | geen deelname                                                                                       |
| 2020 | Geen toernooien vanwege de coronapandemie | Geen toernooien vanwege de coronapandemie | Geen toernooien vanwege de coronapandemie                     | Geen toernooien vanwege de coronapandemie | Geen toernooien vanwege de coronapandemie                                                           |
| 2021 | geen deelname                             |                                           | geen deelname                                                 | 45e 100m schoolslag 33e 200m schoolslag   | geen deelname                                                                                       |